# Взрывные согласные
Взрывны́е согла́сные (плозивы, эксплозивные, смычно-взрывные, чистые смычные) — смычные согласные, при артикуляции которых нёбная занавеска поднята, и воздух проходит в ротовую полость (в отличие от носовых смычных), а размыкание смычки происходит резко и напоминает взрыв (в отличие от аффрикат).
Взрывные согласные являются одними из самых распространённых в языках мира. Во всех языках есть взрывные и в большинстве есть как минимум [p], [t], [k]. В разговорном самоанском нет зубного [t], а в северных ирокезских и арабском — губно-губного [p].

## Основные взрывные согласные
- p / b — билабиальные (губно-губные)
- t / d — переднеязычные (корональные)
- c / ɟ — палатальные (среднеязычные)
- k / g — велярные (задненёбные)
- q / ɢ — увулярные (язычковые)
- ʡ — надгортанный
- ʔ — гортанная смычка (гортанный взрыв)